# Gregory Michael Aymond
Gregory Michael Aymond (sinh 1949) là một giám mục người Hoa Kỳ của Giáo hội Công giáo Rôma. Ông hiện đảm nhận vai trò Tổng giám mục Trưởng Giáo tỉnh New Orleans, Tổng giám mục Tổng giáo phận New Orleans. Khẩu hiệu Giám mục của ông là: God is faithful - Thiên Chúa là Đấng trung tín.

## Tu học và thời kỳ linh mục
Gregory Michael Aymond sinh ngày 12 tháng 11 năm 1949, tại New Orleans, Tổng giáo phận New Orleans, bang Louisiana, Hoa Kỳ. Ông là con trai cả trong một gia đình có ba người con, sinh sống tại vùng Piemonte Drive, Gentilly. Aymond học tại trường trung học Brother Martin, sau đổi tên thành trường trung học Cor Jesu và tốt nghiệp năm 1967. Sau cơn bão Betsy năm 1965, gia đình ông sơ tán khỏi khu dân cư bị ngập lụt bằng một chiếc thuyền nhỏ. Sau khi tốt nghiệp trung học, cậu Aymond quyết định vào Chủng viện để đi theo con đường tu trì. Năm 1971, chủng sinh Aymond nhận bằng tốt nghiệp tại Đại học chủng viện St. Joseph (Thánh Giuse). Năm 1975, ông tốt nghiệp Đại học Đức Bà với văn bằng thạc sĩ Thần học.
Sau quá trình tu học tại các chủng viện Công giáo, ông được truyền chức linh mục ngày 10 tháng 5 năm 1975, bởi Tổng giám mục New Orleans Philip Matthew Hannan. Sau khi được truyền chức linh mục, ông đảm nhận cương vị linh mục chính xứ, kiêm nhiệm việc là giáo viên trung học.
Sau đó, linh mục Gregory Michael Aymond được bổ nhiệm giữ chức giáo sư và sau đó được bổ nhiệm làm Giám đốc - Hiệu trưởng Tiền Chủng viện Thánh Gioan Vianney (St. John Vianney). Ông công tác tại Tiền chủng viện đến năm 1981. Thập niên 1980, ông thành lập và quản lý một chương trình truyền giáo thông qua y tế thường trực tại Nicaragua.
Rời khỏi chức vụ Giám đốc Tiền chủng viện, linh mục Gregory Michael Aymond được bổ nhiệm làm Giáo sư Thần học Mục vụ và Giám đốc Mục vụ tại Chủng viện Đức Bà.Ông cũng từng đảm nhận vai trò Giám đốc Chủng viện này trong vòng 14 năm. Trong thời kỳ linh mục, ông từng đảm nhận vai trò Trưởng ban điều hành và Trưởng ban Truyền giáo Tổng giáo phận.

## Giám mục

### Giám mục phụ tá New Orleans
Sau hơn 20 năm thi hành tác vụ của một linh mục, ngày 19 tháng 11 năm 1996, Tòa Thánh bổ nhiệm linh mục Gregory Michael Aymond làm Giám mục phụ tá Tổng giáo phận New Orleans, với danh hiệu Giám mục Hiệu tòa Acholla. Lễ tấn phong cho vị giám mục Tân cử được cử hành vào ngày 10 tháng 1 năm 1997 tại Vương cung Thánh đường Thánh Louis, New Orleans, thuộc Tổng giáo phận New Orleans, bang Louisiana. Chủ phong trong nghi thức truyền chức cho tân giám mục là Tổng giám mục New Orleans Francis Bible Schulte. Phụ phong trong nghi thức là hai vị giám mục khác, gồm Nguyên Tổng giám mục New Orleans Philip Matthew Hannan và Tổng giám mục Tổng giáo phận Miami, bang Florida John Clement Favalora.
Năm 1998, Giám mục Gregory Michael Aymond cho phép Brian Matherne, một giáo viên và huấn luyện viên tại trường tiểu học Holy Heart ở Norco, tiếp tục làm việc. Trước đó đã có tố cáo buộc tội từ một gia đình cho biết giáo viên nà đã quấy rối con trai họ. Bối cảnh sự cho phép xảy ra khi nạn nhân quấy rối từ chối khai báo trực tiếp với Giám mục Aymond. Một năm sau đó, Matherne bị bắt giữ với những cáo buộc sự việc xảy ra sau khi giáo hôi địa phương nhận được cáo buộc đối với người này.

### Giám mục Giáo phận Austin
Ngày 2 tháng 6 năm 2000, Tòa Thánh quyết định thuyên chuyển và bổ nhiệm Giám mục Aymond làm Giám mục phó Giáo phận Austin, bang Texas. Ông đã chính thức nhậm chức tại đây vào ngày 3 tháng 8 cùng năm. Ngày 2 tháng 1 năm 2001, ông chính thức kế nhiệm chức giám mục chính tòa Giáo phận Austin.
Tại Austin, Giám mục Aymond đã cho tái thiết lại giáo phận đang bùng nổ về mặt dân cư, phát triển số lượng những giáo dân muốn gia nhập hàng giáo sĩ và đối mặt với các thách thức từ các nhóm cảnh tả và cánh hữu. Để tránh sự quản ý cục bộ, ông cho thiết lập Ban cố vấn có mặt các giáo dân. Ông ủng hộ các giáo lý của Giáo hội Công giáo trong lĩnh vực văn hóa xã hội (Giáo huấn xã hội của Giáo hội Công giáo). Ông đề cập đến các vấn đề phá thai, nghiên cứu tế bào gốc, án tử hình, phân biệt chủng tộc,... Với kinh nghiệm từ vụ việc với kẻ quấy rồi Matherne, trong thời kỳ cai quản Austin, ông đã đình chỉ tư cách 3 linh mục vì lạm dụng tình dục, cập nhật chính sách báo cáo lạm dụng tình dục. Ông là Chủ tịch Ủy ban Giám mục về Xử lý Khủng hoảng lạm dụng tình dục. Tuy vậy. với lo ngại sự thiếu chính xác trong thông tin có thể gây tổn hại đến các linh mục, Giám mục Aymond phản đối lập một danh mục trên Internet về các linh mục và tình nguyện viên bị cáo buộc đáng tin cậy là lạm dụng tình dục. Giám mục Aymond bị những người từng là nạn nhân lạm dụng chỉ trích về việc này. Dưới thời kỳ quản nhiệm của ông, giáo phận có thêm một viện tâm linh, khai trương trường trung học dành cho học sinh nghèo San Juan Diego và liên kết với Đại học St. Mary ở San Antonio cho phép giáo dân Giáo phận Austin theo học văn bằng thạc sĩ thần học qua phương pháp đào tạo từ xa. Số lượng chủng sinh tăng mạnh, lên gấp ba lần.
Năm 2009, Giám mục Amond nằm trong nhóm 80 giám mục Công giáo phản đối Đại học Đức Bà trao bằng danh dự cho Tổng thống Hoa Kỳ Barack Obama, vì lý do ông này ủng hộ việc phá thai.

## Tổng giám mục New Orleans
Sau 9 năm thi hành tác vụ giám mục tại Giáo phận Austin, Tòa Thánh thăng giám mục Gregory Michael Aymond làm Tổng giám mục Tổng giáo phận New Orleans ngày 12 tháng 6 năm 2009. Ông cử hành nghi thức nhận giáo phận vào ngày 20 tháng 8 cùng năm. Ông là vị Tổng giám mục Tổng giáo phận New Orleans đầu tiên xuất thân từ New Orleans trong suốt chiều dài 216 năm của giáo phận. Trong vai trò Tổng giám mục, ông từng hai lần có chuyến viếng thăm Tòa Thánh Ad Limina vào tháng 1 năm 2012 và tháng 12 năm 2019.
Từ ngày 3 tháng 8 năm 2019, ông kiêm nhiệm chức Giám quản Tông Tòa Giáo phận Alexandria, bang Louisiana và giữ chức vụ này đến ngày 21 tháng 4 năm 2020.
Trong Hội đồng Giám mục Hoa Kỳ, ông từng đảm nhận vai trò Chủ tịch Uỷ ban Bảo vệ Trẻ em và Thanh Thiếu Niên và Chủ tịch Uỷ ban Phụng tự. Ngoài hai chức vụ Chủ tịch, ông là thành viên trong một số Ủy ban Giám mục khác, và hiện giữ chức Chủ tịch của Trung tâm đạo đức sinh học Công giáo Quốc gia. Ngoài các chức vụ trong Hội đồng Giám mục, ông cũng đảm trách cương vị Chủ tịch Hội đồng Giám mục Công giáo quốc gia trong giai đoạn từ năm 2000 đến năm 2004.
Ngày 23 tháng 3 năm 2020, Tổng giám mục Gregory Michael Aymond thông báo ông đã có kết quả dương tính với Covid-19. Ông là vị giám mục Công giáo Hoa Kỳ đầu tiên được xác nhận là nhiễm Covid-19.

## Tông truyền
Tổng giám mục Gregory Michael Aymond được tấn phong giám mục năm 1996, thời Giáo hoàng Gioan Phaolô II, bởi:
- Chủ phong: Tổng giám mục Francis Bible Schulte, Tổng giám mục New Orleans
- Hai vị phụ phong: Tổng Giám mục Philip Matthew Hannan, Nguyên Tổng giám mục Tổng giáo phận New Orleans, Louisiana và Tổng giám mục John Clement Favalora, Tổng giám mục Tổng giáo phận Miami, bang Florida.

Tổng giám mục Gregory Michael Aymond đóng vai trò chủ phong trong nghi thức truyền chức giám mục cho:
- Năm 2015, Giám mục Fernand Joseph Cheri III, O.F.M., hiện nay là Giám mục phụ tá Tổng giáo phận New Orleans.
- Năm 2020, Giám mục Francis Ignatius Malone, hiện nay là Giám mục chính tòa Giáo phận Shreveport, Louisiana.

Tổng giám mục Gregory Michael Aymond đóng vai trò phụ phong trong nghi thức truyền chức giám mục cho:
- Năm 2010, Giám mục William Michael Mulvey, hiện nay là Giám mục chính tòa Giáo phận Corpus Christi, Texas.
- Năm 2020, Giám mục Daniel Elias Garcia, hiện nay là Giám mục chính tòa Giáo phận Monterey in California.
- Năm 2023, Giám mục Gioan Trần Văn Nhàn, hiện nay là Giám mục phụ tá Tổng giáo phận Atlanta, Georgia.